# Jack Lynch
John Mary Lynch, detto Jack (Cork, 15 agosto 1917 – Dublino, 20 ottobre 1999) è stato un politico irlandese, più volte ministro e Taoiseach.
Lynch era un esponente del Fianna Fáil. È stato a capo del governo dal 10 novembre 1966 al 14 marzo 1973 e poi nuovamente dal 5 luglio 1977 all'11 dicembre 1979.
È stato durante il suo mandato che l'Irlanda è diventata uno stato membro delle Comunità europee.